# Ego, o Planeta vivo
Ego,o planeta vivo é um personagem fictício que aparece em quadrinhos americanos publicados pela Marvel Comics . O personagem apareceu pela primeira vez em Thor # 132 (setembro de 1966) e foi criado pelo escritor Stan Lee e pelo artista Jack Kirby. Ego foi interpretado por Kurt Russell em Guardiões da Galáxia Vol. 2.

## História

### Nascimento
Ego nasceu como um planeta comum, mas ganhou vida depois que foi contaminado com uma bactéria chamada super EGO, ele deu ao planeta a capacidade de se mover em alta velocidade, inteligência e capacidade se comunicar com diversas raças alienígenas.

### Poderes
Ego tem o poder de absorver matéria viva e fazer com que ela se torne uma extensão de si mesmo,  ele pode absorver algum ser vivo e depois pode recria-lo, sendo que esse individuo agora tem a mente de Ego. Ele tem o poder de controlar atmosfera, podendo criar tornados, tempestades, Furacões.

### Inimigos
Ego tem vários inimigos, sendo seus principais inimigos Galactus, o devorador de mundos e Alter-Ego sua contra parte 

## Histórico de publicação
Ego, o Planeta vivo foi inicialmente introduzido em no título Thor # 132 (Sept. 1966), e foi criado pelo escritor Stan Lee e pelo artista Jack Kirby .
O Ego foi criado por Kirby durante uma fase em que ele estava fascinado com o universo. Ego, o alienígena Kree e The Colonizers imediatamente seguiram a criação de Galactus , estabelecendo assim a própria " mitologia da era espacial " de Marvel Comics . Como Kirby recordou em 1969, logo após a estréia do personagem, a gênese de Ego ocorreu quando:
"Comecei a experimentar ... e foi assim que Ego surgiu. ... Um planeta que estava vivo; um planeta inteligente. Isso não era nada novo, já que havia outras histórias sobre planetas vivos, mas isso não é aceitável. ... ou diria: 'Sim, isso é selvagem', mas como você se relaciona com isso? Por que está vivo? Então eu senti em algum lugar do universo, o universo ... torna-se mais denso e torna-se líquido - e, nesse líquido, houve um vírus múltiplo gigante e se [ele] permaneceu isolado por milhões e milhões de anos. .. começar a evoluir por si só e começaria a pensar. No momento em que chegamos, poderia ser bem superior a nós - e isso era o Ego."
Ego retornou como protagonista no Thor # 160-161 (janeiro-fevereiro de 1969) e fez uma aparição convidada em # 201. Sua origem é explorada em Thor # 228.
Após as aparições em Fantastic Four # 234-235 (setembro-outubro de 1981) e Rom # 69 (agosto de 1985), Ego teve um papel recorrente em Silver Surfer vol, 3 # 4-22 (1987-1989). O personagem retornou no Thor 1991 anual e as questões 448-450 (junho-agosto de 1992).
O Ego desempenhou um papel proeminente no enredo global da cruzada da empresa " Maximum Security ", aparecendo em Avengers # 35 (Dec. 2000); Segurança Máxima: Planeta Perigoso (Out. 2000); Iron Man # 34-35 (novembro-dezembro 2000); X-Men Unlimited # 29 (Dec. 2000); Gambit # 23 (dezembro de 2000) e segurança máxima nº 1-3 (dezembro 2000 - janeiro de 2001).
O personagem retornou em Nova vol 4 # 20-30 e Astonishing Thor # 1-5 (novembro 2010 - julho 2011).

## Outras versões
Amalgam Comics
Na linha Amalgam Comics, publicada conjuntamente pela Marvel Comics e DC Comics, Oa the Living Planet, uma versão amalgama de Ego e do Planeta Oa de DC, foi apresentada em Iron Lantern # 1, onde ele é a fonte de poder para a Tropa dos Lanternas Verdes.  Outra versão de Ego no universo Amalgam apareceu em Thorion of the New Asgods como Ego-Mass, uma amalgama de Ego e o Muro da Fonte.
Exiles
Ego aparece em Exiles # 53 (dezembro de 2004). No universo da Terra-4162, Ego implanta as Sementes de Consciência na Terra na tentativa de criar outro planeta vivo. Quarteto Fantástico desse universo, juntamente com os Exilados, são capazes de convencer a Terra agora viva, a se opor ao ego. Blink mata o Ego teletransportando uma broca de mineração no cérebro do planeta vivo.
Marvel Adventures
Ego aparece em Marvel Adventures: The Avengers # 12 (junho de 2007), uma série criada para leitores mais jovens. Nesta história, Ego provoca desastres naturais na Terra quando ele chega para cortejar Giant Girl.
Marvel Zombies 2
Em Marvel Zombies 2, o Ego é um dos últimos sobreviventes de uma fuga de zumbis. No entanto, ele é encontrado e devorado.

## Outras Mídias

### Televisão
- Ego  aparece em Fantastic Four episódio "To Battle the Living Planet", interpretado por Kay E. Kuter.
- Ego aparece em Silver Surfer, interpretado por Roy Lewis.
- Ego the Living Planet faz um cameo no episódio "World War Witch" de The Super Hero Squad Show. Enquanto Falcão estava ensinando a Feiticeira Escarlate como dirigir o Helicarrier, eles pararam e viram Ego e seus "filhos" cruzando seu caminho.
- Ego aparece no episódio "All About Ego" de Hulk and the Agents of S.M.A.S.H., interpretado por Kevin Michael Richardson. Mais tarde ele aparece no episódio duplo "Planet Hulk" e "Planet Monster" Pt. 2.

### Filmes

#### Universo Cinematográfico Marvel
- Ego aparece em Guardians of the Galaxy Vol. 2, interpretado por Kurt Russell.  Ego é retratado como o pai biológico de Peter Quill, o Senhor das Estrelas. No filme, Ego é um Celestial e explica que ele surgiu há milhões de anos e aprendeu a usar seus poderes cósmicos para manipular tudo em volta dele mesmo para formar coisas como um planeta inteiro em torno de sua verdadeira forma, bem como uma corpo humano para interagir com seres conscientes. No entanto, sendo aborrecido com a imortalidade e desapontado com um universo cheio de vida inferior, Ego decide refazer todos os mundos do universo em extensões de si mesmo, um plano que exigiria mudas plantadas e o poder de outro Celestial para ativá-las. Para conseguir isso, Ego se acasalou com várias espécies até que uma prole adequada fosse concebida para ajudar a colocar seu plano em ação. A única descendência adequada foi Peter Quill, embora ele se rebele e, eventualmente, ajuda a destruir o Ego, após descobrir que Ego matou sua mãe para eliminar a distração que ela poderia ter colocado em seu plano.

### Vídeo games
- Ego aparece em Lego Marvel Super Heroes, na tela do menu principal do jogo.
- Ego aparece em Lego Marvel Super Heroes 2. No momento em que os heróis estão planejando trazer Knowhere para Chronopolis, Kang interfere criando um portal para que o Ego apareça. Enquanto o Ego planeja fazer Kang pagar por sua insolência, ele também planeja fazer os heróis paguem por sua incompetência. Depois que certas coisas são feitas, o portal que trouxe Ego para Chronopolis se fecha, pois ele planeja um dia fazer Kang pagar por sua impertinência.